# Discografia dei Planet Funk
Questa voce raccoglie la discografia del gruppo dance italiano Planet Funk.

## Album

### Album in studio
- 2002 - Non Zero Sumness
- 2005 - The Illogical Consequence
- 2006 - Static
- 2011 - The Great Shake

### Raccolte
- 2009 - Planet Funk (Best of)
- 2020 - 20:20

## Singoli
- 2000 - Chase the Sun (numero 5 UK, numero 61 GER (2009), numero 93 SWI, numero 100 FR)
- 2001 - Inside All the People (numero 9 ITA)
- 2002 - Who Said (Stuck in the UK) (numero 36 UK)
- 2003 - The Switch (numero 19 ITA, numero 52 UK)
- 2003 - Paraffin (Promo)
- 2003 - One Step Closer (feat. Simple Minds)
- 2005 - Stop Me (numero 16 ITA)
- 2005 - Everyday (Promo)
- 2005 - Inhuman Perfection (Promo)
- 2006 - It's Your Time
- 2007 - Static
- 2009 - Lemonade (numero 17 ITA, numero 1 Malta)
- 2009 - Too Much TV (Promo)
- 2011 - Another Sunrise
- 2011 - You Remain (Promo)
- 2011 - These Boots Are Made for Walkin' (numero 9 ITA)
- 2012 - Ora il mondo è perfetto (feat. Giuliano Sangiorgi) (Promo)
- 2015 - We-people
- 2016 - Revelation
- 2017 - You Can Be
- 2023 - The World's End
- 2023 - Any Given Day
- 2024 - Nights in white satin
- 2025 - I Get a Rush

## Videografia
| Anno | Titolo                           | Regista/i                     |
| ---- | -------------------------------- | ----------------------------- |
| 2000 | Chase the Sun                    | Stuart Rideout                |
| 2001 | Inside All the People            | Stuart Rideout, Grant Freeman |
| 2002 | Who Said (Stuck in the UK)       | Luca Guadagnino               |
| 2003 | The Switch                       | Luca Merli                    |
| 2005 | Stop Me                          | Maki Gherzi                   |
| 2005 | Everyday                         | Ascanio Malgarini             |
| 2006 | It's Your Time                   | Ascanio Malgarini             |
| 2007 | Static                           |                               |
| 2009 | Lemonade                         | Marco Salom                   |
| 2009 | Too Much TV                      | Marco Salom                   |
| 2011 | Another Sunrise                  | David Gallo                   |
| 2011 | You Remain                       | Guido Pappadà                 |
| 2011 | These Boots Are Made for Walkin' | Ivan Cotroneo                 |
| 2015 | We-People                        | Dario Albertini               |
| 2016 | Revelation                       | Fabio Capalbo                 |
| 2017 | You Can Be                       | Pierluigi Di Lallo            |
| 2019 | All on Me                        | Gianluca Grandinetti          |
| 2023 | The World's End                  | Guido Pappadà                 |
| 2023 | Any Given Day                    | Riccardo De Angelis           |
| 2024 | Nights in White Satin            | Dario Albertini               |
| 2025 | I Get a Rush                     | Gennaro Di Marco              |